# Sean Kanan
Sean Kanan, född den 2 november 1966 i Cleveland, Ohio, är en amerikansk skådespelare.
Kanan stödde Donald Trump i presidentvalet i USA 2016.

## Filmografi (urval)
- 1989 - Karate Kid III - man mot man
- 1991 - Hals över huvud

Han har även medverkat i ett flertal TV-serier, bland andra Skönheten och odjuret.